# Michael Louis Fitzgerald
Mons. Michael Louis Fitzgerald, M. Afr. (* 17. srpna 1937, Walsall) je anglický římskokatolický kněz, arcibiskup a bývalý apoštolský nuncius.

## Život
Narodil se 17. srpna 1937 ve Walsallu.
Roku 1950 vstoupil k Misionářům Afriky a 3. února 1961 byl kardinálem Williamem Godfreyem vysvěcen na kněze.
Dne 22. ledna 1987 jej papež Jan Pavel II. jmenoval sekretářem Sekretariátu pro nekřesťany (dnes Papežská rada pro mezináboženský dialog). Dne 30. června 1988 byl sekretariát přejmenován na Papežskou radu pro mezináboženský dialog a on zastával stále svou funkci.
Dne 16. prosince 1991 jej papež jmenoval titulárním biskupem z Nepte. Biskupské svěcení přijal 6. ledna 1992 z rukou papeže Jana Pavla II. a spolusvětiteli byli arcibiskup Giovanni Battista Re a arcibiskup Josip Uhač.
Dne 1. října 2002 byl jmenován předsedou Papežské rady pro mezináboženský dialog a tím i předsedou Komise pro náboženské vztahy s muslimy a získal titul arcibiskupa.
Dne 15. února 2006 jej papež Benedikt XVI. jmenoval apoštolským nunciem v Egyptě a delegátem Ligy arabských států.
Dne 5. ledna 2013 přijal papež Benedikt XVI. jeho rezignaci na post nuncia z důvodu dosažení kanonického věku 75 let.
Dne 1. září 2019 oznámil papež František jeho jmenování  a dne 5. října 2019 jej kreoval kardinálem. 